# 香川県道36号高松牟礼線
香川県道36号高松牟礼線（かがわけんどう36ごう たかまつむれせん）は、香川県高松市を通る県道（主要地方道）である。

## 概要
高松市高松町から高松市牟礼町大町に至る。旧・庵治町を通る唯一の香川県道であり、四国最北端の庵治半島の外周をほぼ一回りしている。
以前の路線名は香川県道144号牟礼庵治志度線であった。

### 路線データ
- 起点：香川県高松市高松町（高松市高松町交差点、国道11号交点、香川県道155号牟礼中新線上[2]）
- 終点：香川県高松市牟礼町大町（国道11号交点[2]）
- 総延長：20.839 km[2]

## 歴史
- 1993年（平成5年）5月11日 - 建設省から、県道高松牟礼線が高松牟礼線として主要地方道に指定される[3]。

## 路線状況

### 重複区間
- 香川県道155号牟礼中新線（高松市高松町・高松市高松町交差点（起点） - 高松市牟礼町牟礼・王墓東交差点）[2]

### 道路施設

#### 橋梁
- 新王墓橋（牟礼川、高松市）
- 牟礼橋（久通川、高松市）
- 長者橋（長者川、高松市）
- 下井手橋（下井手川[注釈 1]、高松市）

## 地理

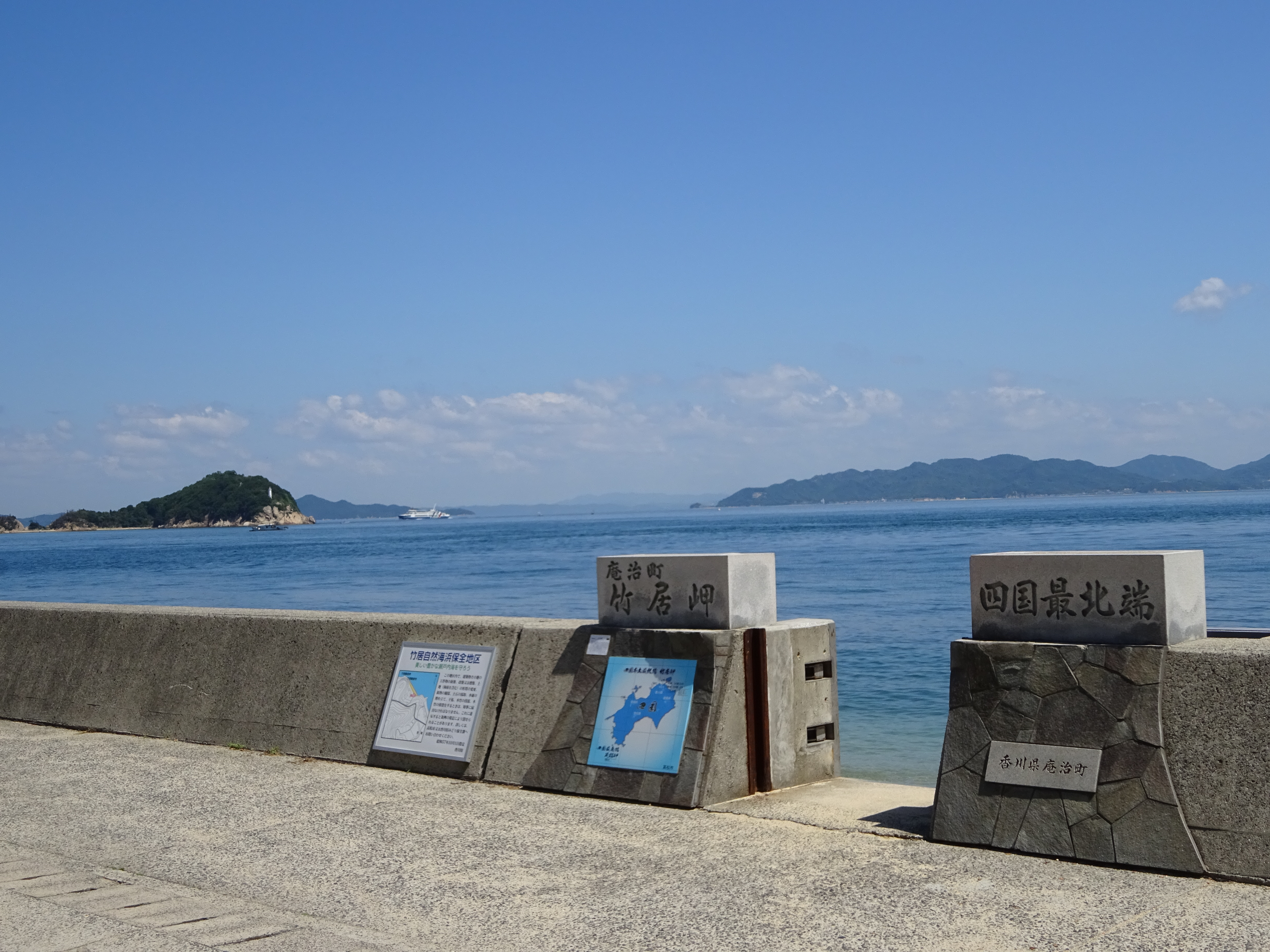
道路は、四国本土最北端の竹居岬付近を周回する。

旧庵治町を通り庵治半島を周回する唯一の県道であるが、本路線の沿線は2004年（平成16年）に公開された映画作品『世界の中心で、愛をさけぶ』のメインロケ地にも使用されている。そのため旧庵治町および同町の業務を受け継いでいる高松市庵治支所では、本県道沿線を「純愛（セカチュー）の聖地」と位置付けてアピールしており、これにまつわる施設が沿線には存在する。
「ランナーが選ぶ都道府県別ランニングコース10選（香川県）」に選定されている。コース名は、映画「セカチュー」ロケ地めぐりコース（高松市）である。
半島に点在する瀬戸内海国立公園の指定地内を通る。また、瀬戸内海国立公園の多島海と、行き交う船舶が織りなす風景を見ることができる。夏は、道沿いの海岸が海水浴場になる。
屋島湾に面した庵治町・牟礼町は、源平合戦の讃岐屋島の古戦場で、合戦にまつわる史跡が点在する古戦場跡を貫く道路である。「源平ロマン街道」の名称で日本風景街道に登録されている。庵治石を産出する庵治町は日本の三大石材産地の一つであり、採石業者と加工販売業者が集住する石工街を貫く道路でもある。

### 通過する自治体
- 高松市

### 交差する道路
| 交差する道路                                  | 交差する場所 | 交差する場所              |
| --------------------------------------------- | ------------ | ------------------------- |
| 国道11号 香川県道155号牟礼中新線 重複区間起点 | 高松町       | 高松市高松町交差点 / 起点 |
| 香川県道150号屋島停車場屋島公園線             | 高松町       |                           |
| 香川県道155号牟礼中新線 重複区間終点          | 牟礼町牟礼   |                           |
| 香川県道146号八栗牟礼線                       | 牟礼町牟礼   | 牟礼町牟礼交差点          |
| 国道11号                                      | 牟礼町大町   | 終点                      |

### 交差する鉄道
- 高松琴平電気鉄道志度線
  - 八栗踏切（八栗駅の東側）
  - 塩屋踏切（塩屋駅の東側[注釈 1]）

### 沿線
- 本道路沿いの施設
  - 純愛の聖地庵治・観光交流館[11]
  - 庵治温泉
  - 歯ART美術館
- 分岐道路の施設
  - イサム・ノグチ庭園美術館
  - 石の民俗資料館
  - 城岬公園[12]
  - 御殿山園地[13]
  - あじ竜王山公園[14]
- 八栗寺

## ギャラリー

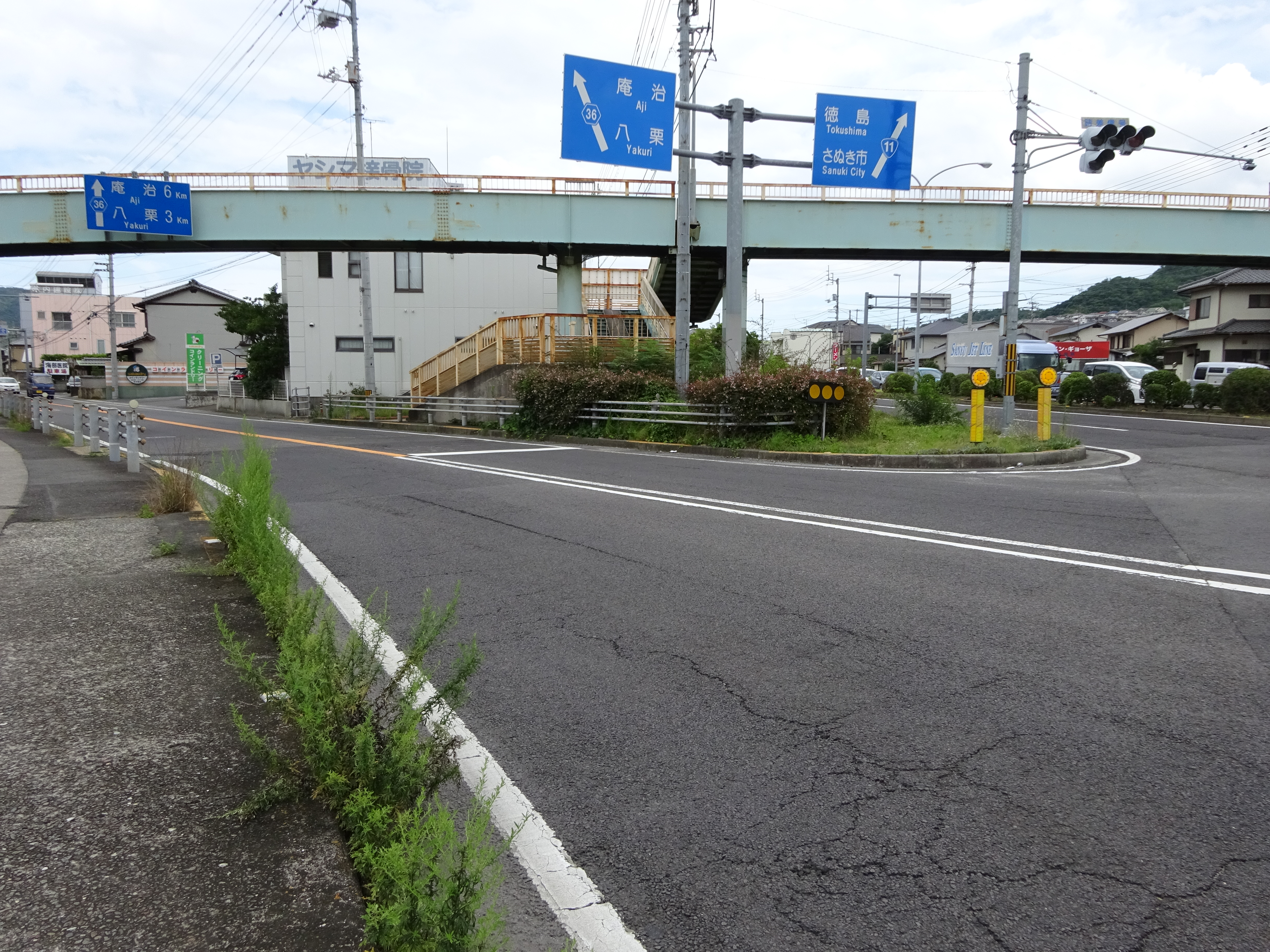
起点は国道11号〈志度街道〉から分岐する高松町交差点
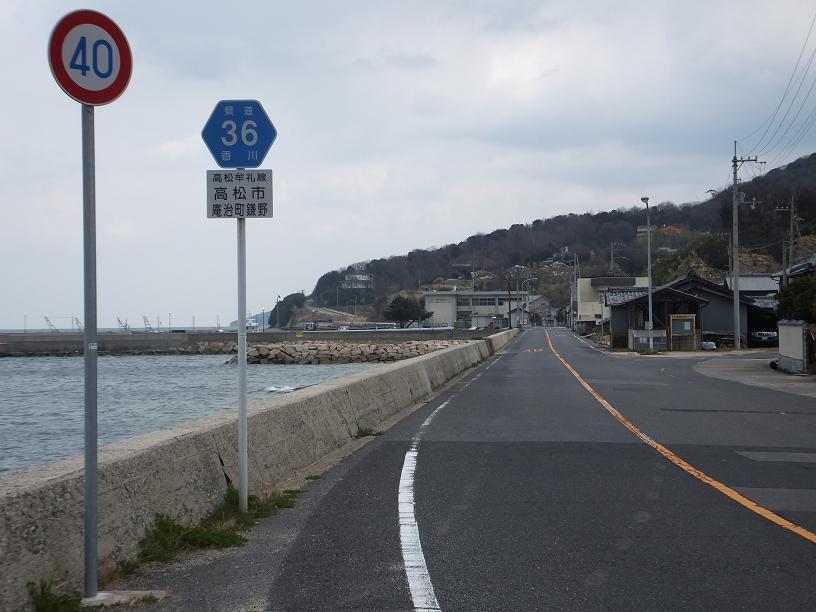
高松市庵治町鎌野
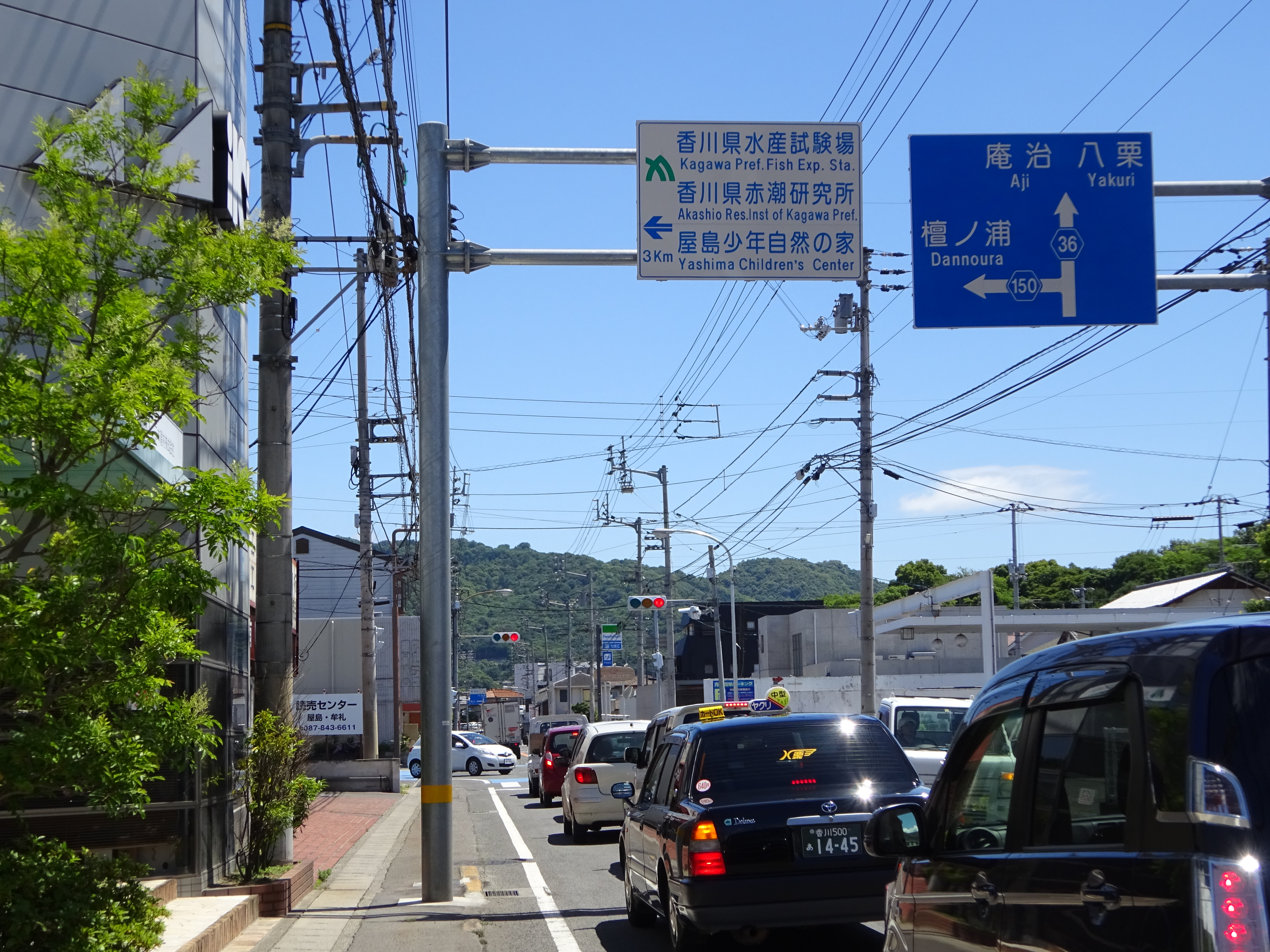
高松市高松町内は香川県道155号牟礼中新線との重複区間。香川県道155号牟礼中新線と連絡する。
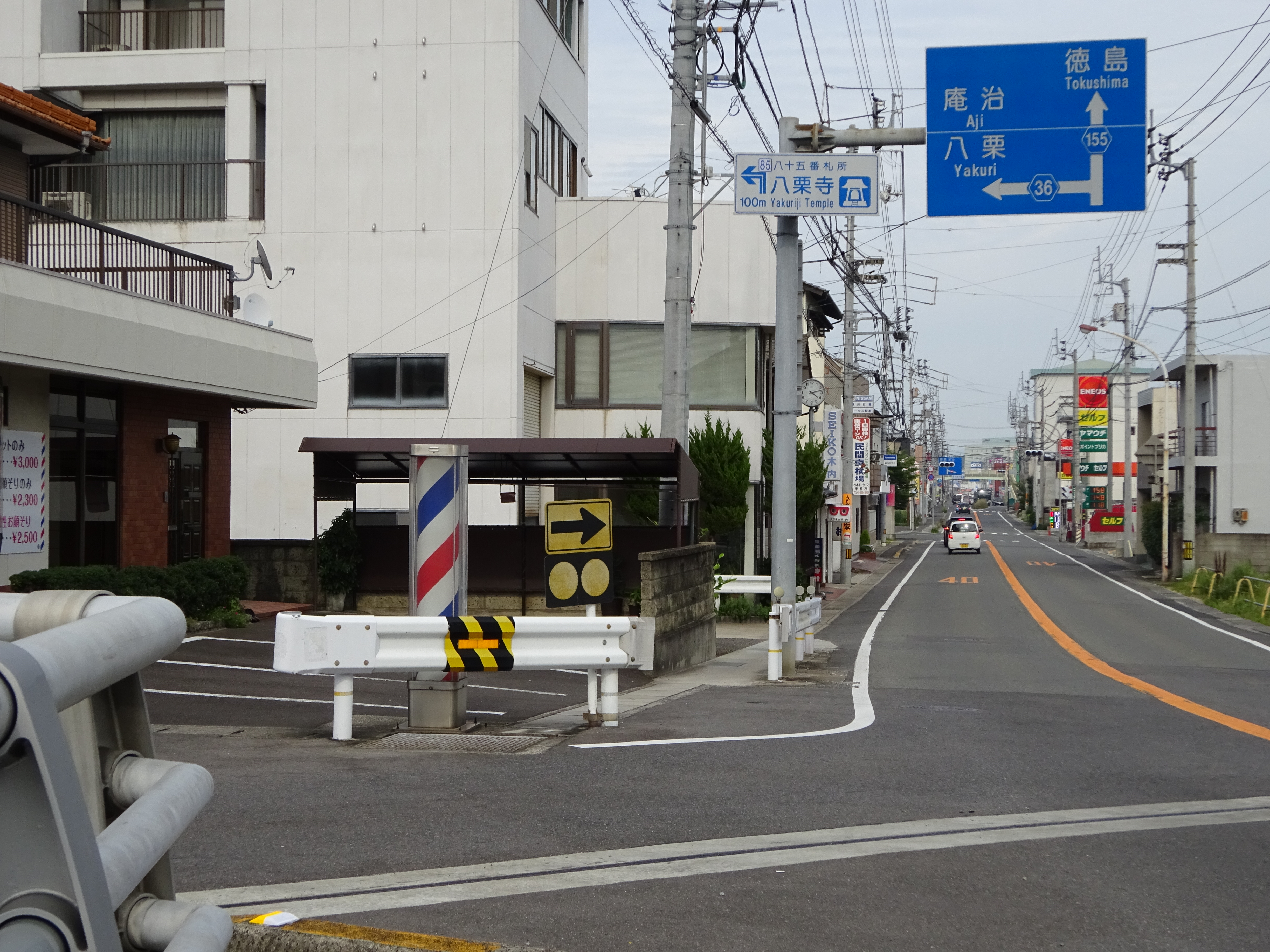
庵治半島を周回するルートの入口である王墓東交差点で香川県道155号牟礼中新線から分岐
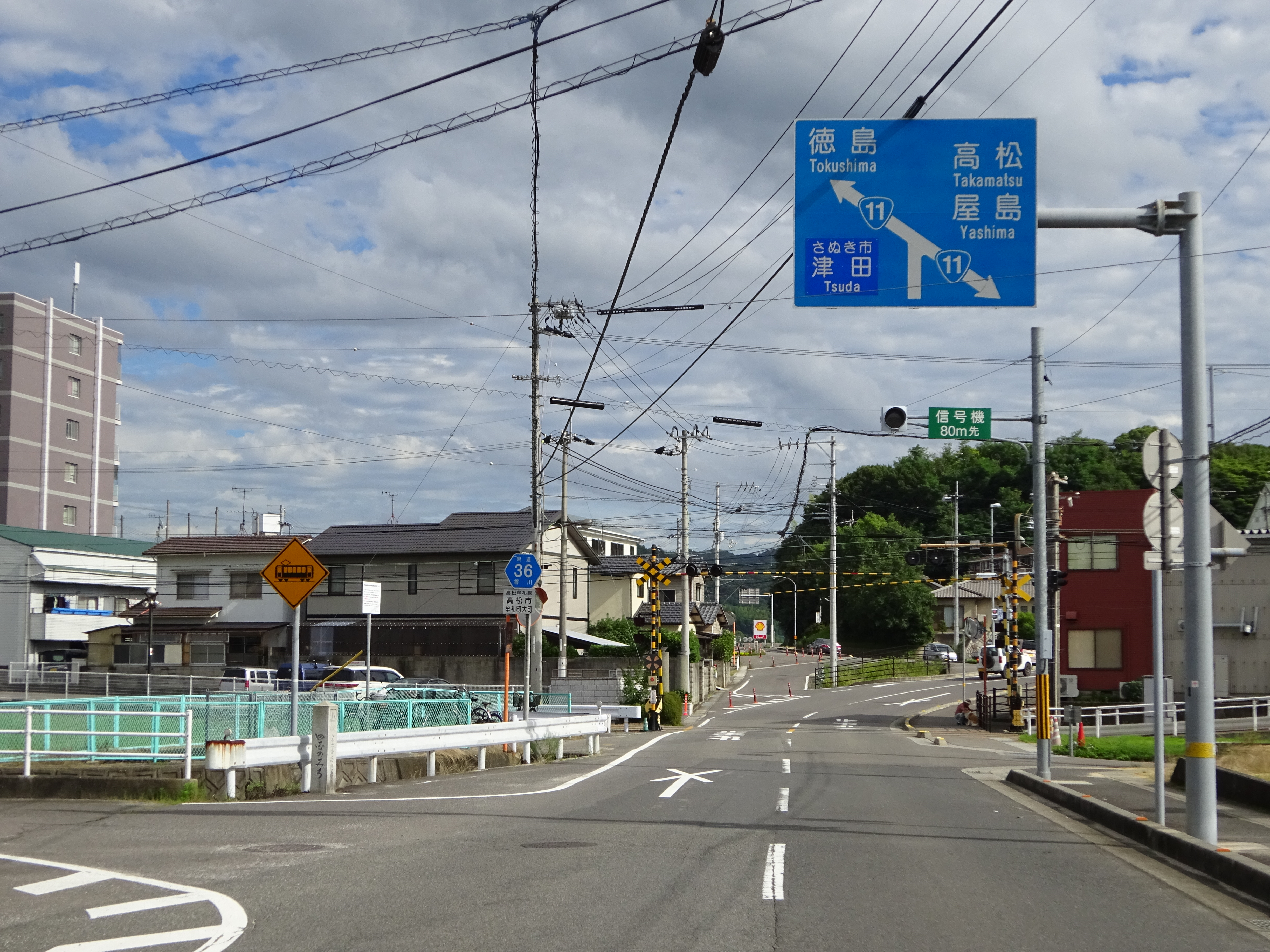
終点の塩屋交差点で国道11号と合流する